# Berengar (Hessengau)
Berengar (* um 836; † nach 879) war um 860 Graf in Hessen und dann von 876 bis 879 Gaugraf im sächsischen Hessengau. Er war der jüngste von vier Söhnen des Grafen Gebhard im Lahngau und somit ein Mitglied des Hauses der Konradiner. Seine Mutter war eine namentlich unbekannte Schwester des mächtigen Markgrafen Ernst († 865) im bayrischen Nordgau und der Böhmischen Mark. Seine Brüder waren Udo (Graf im Lahngau), Waldo (Abt von Schwarzach am Oberrhein und von St. Maximin in Trier) und Berthold (869–883 Erzbischof von Trier).

## Leben
Berengar ist erstmals urkundlich bezeugt, als er am 7. Juni 860 im Stift St. Kastor in Koblenz den Friedensvertrag zwischen Ludwig dem Deutschen, Lothar II. und Karl dem Kahlen als Zeuge mitunterzeichnete. Zu diesem Zeitpunkt hielt er wohl bereits Grafenrechte in Hessen; allerdings ist nicht bekannt, wo diese lagen.
Schon 861 zog er sich, gemeinsam mit seinen Brüdern Udo und Waldo und ihrem Onkel Ernst, das Missfallen Ludwigs des Deutschen zu. Der Grund dafür ist nicht klar. Während manche Historiker der Meinung sind, die vier seien in die Intrigen Karlmanns gegen seinen Vater Ludwig verwickelt gewesen (wohl weil sie auf Grund von Karlmanns Ehe mit einer anderen Tochter Ernsts mit ihm verschwägert waren), halten dies andere für wenig wahrscheinlich, da Karlmanns Auflehnung erst im folgenden Jahr bekundet ist. Es ist daher zu vermuten, dass der Bruch zwischen Ernst und seinen Neffen mit König Ludwig eher auf Ludwigs aggressive Westpolitik zurückzuführen war, die bei fast allen fränkischen Adelsgeschlechtern der Zeit schwere Loyalitätskonflikte auslöste.
Jedenfalls führte dies zu einer Vorladung wegen Untreue zum Reichstag im April 861 in Regensburg. Dort wurden die Beschuldigten verurteilt und verloren alle ihre Ämter und Lehen. Berengar und seine Brüder suchten zunächst Zuflucht bei ihrem Verwandten, dem Grafen Adalhard, Seneschall im Mittelreich Lothars II. Als Ludwig und Lothar II. sich kurz danach aussöhnten, flohen sie mit Adalhard zu Karl dem Kahlen (dessen Frau Irmentrud eine Nichte Adalhards und möglicherweise eine Schwester von Berengars Vater Gebhard war). Karl entschädigte sie für ihre Verluste, und Adalhard wurde mit der Erziehung von Karls Sohn Ludwig betraut. 865 beteiligten sich Berengar und sein Bruder Udo an der von Adalhard geführten Verteidigung des Seinegebiets gegen die Normannen, ohne jedoch die 20 Tage dauernde Plünderung von St. Denis verhindern zu können. Wegen dieses angeblichen Versagens entzog ihnen Karl alle ihnen von ihm zuvor übertragenen Ämter und Würden.
Ludwig III., „der Jüngere“, suchte bereits während seines Aufstands 866, und ebenso 871 und 873, gegen seinen Vater Ludwig den Deutschen die Unterstützung der Brüder und versprach, ihnen ihre alten Positionen zurückzugeben. Nach dem Tode Ludwigs des Deutschen, 876, als sein Sohn die Herrschaft über weite Gebiete des Ostfrankenreiches übernahm, kam es auch dazu. Berengar ist ab 876 als Graf im sächsischen Hessengau bekundet. Eine Urkunde Ludwigs III., das erste zuverlässige Zeugnis über einen Hessengaugrafen, besagt, dass sich Berengars Amtsbereich in jenem Jahr bis nach Welda südlich von Warburg erstreckte, d. h. bis an die untere Diemel.

## Nachkommen
Nicht gesichert, aber weithin vermutet ist, dass Oda, die Gemahlin des ostfränkischen Königs und römisch-deutschen Kaisers Arnulf von Kärnten, eine Tochter Berengars war.